# ظهیرالحق
ظهیرالحق (بنگالی: জহিরুল হক؛ ۵ ژانویهٔ ۱۹۳۵ – ۶ ژانویهٔ ۲۰۲۴) بازیکن فوتبال اهل پاکستان بود.
وی همچنین در تیم‌های ملی فوتبال پاکستان بازی کرده است.